# Chồn bay Sunda
Chồn bay Sunda, tại Việt Nam gọi đơn giản là chồn bay (danh pháp hai phần: Galeopterus variegatus), còn biết đến như là chồn bay Malaya, vượn cáo bay Colugo là một loài chồn bay (Cynocephalidae), bộ Dermoptera. Loài này được Audebert mô tả năm 1799.. Cho tới gần đây, nó được coi là một trong hai loài chồn bay còn sinh tồn, loài kia là chồn bay Philippine (Cynocephalus volans) chỉ tìm thấy trên các đảo miền nam Philippines. Chồn bay Sunda được tìm thấy khắp trong khu vực Đông Nam Á, tại Indonesia, Thái Lan, Malaysia, Campuchia, Việt Nam và Singapore.
Cho tới gần đây, các nhà khoa học đã công nhận hai loài chồn bay nhưng các nhà nghiên cứu khi phân tích các vật liệu di truyền thu được từ chồn bay Sunda sinh sống trên bán đảo Mã Lai cùng hai đảo Borneo và Java đã phát hiện thấy các khác biệt di truyền lớn tới mức đủ để đề xuất rằng chồn bay sinh sống trên mỗi đảo đã tiến hóa thành các loài khác biệt. Các loài chồn bay mới theo đề xuất này nhìn cũng hơi khác biệt. Chẳng hạn, chồn bay trên đảo Borneo nhỏ hơn chồn bay trên đảo Java và tại phần đại lục. Chồn bay Borneo cũng có các biến đổi rộng hơn so với các họ hàng của chúng ở màu bộ lông, bao gồm một số con với các đốm và những con khác với màu sắc bộ lông sẫm màu hoàn toàn.
Các loài chồn bay là họ hàng còn sinh tồn gần gũi nhất của linh trưởng, đã rẽ nhánh ra khỏi nhau khoảng 86 triệu năm trước trong Hậu Phấn trắng. Các nghiên cứu phát sinh loài phân tử đã chứng minh rằng linh trưởng, chuột chù cây và chồn bay là các họ hàng gần, tạo thành một nhóm tiến hóa riêng lẻ có thể truy ngược lại cùng một tổ tiên chung.
Chồn bay Sunda trên thực tế không bay được. Thay vì thế, nó lượn và chuyền giữa các cây. Nó là loài động vật sinh sống trên cây, và hoạt động tích cực về đêm, ăn các loại thức ăn thực vật mềm như lá non, chồi, hoa và quả. Sau chu kỳ mang thai 60 ngày, một con non được sinh ra và được con mẹ mang theo trên bụng mẹ nó trong một màng da lớn. Nó là loài động vật sống phụ thuộc vào rừng.
Chiều dài đầu-thân của chồn bay Sunda là khoảng 34–38 cm. Đuôi của nó dài khoảng 24–25 cm và cân nặng 0,9-1,3 kg.
Chồn bay Sunda được luật pháp nhiều quốc gia bảo vệ. Việc săn bắn để lấy thịt cả người dân địa phương là mối đe dọa lớn nhất đối với loài này. Bên cạnh đó, sự tàn phá rừng và mất môi trường sống cũng gây ra sự suy giảm quần thể của chúng. Ngoài ra, sự cạnh tranh xảy ra với sóc ba màu (Callosciurus notatus) cũng là một đe dọa với chồn bay Sunda.

## Hình ảnh

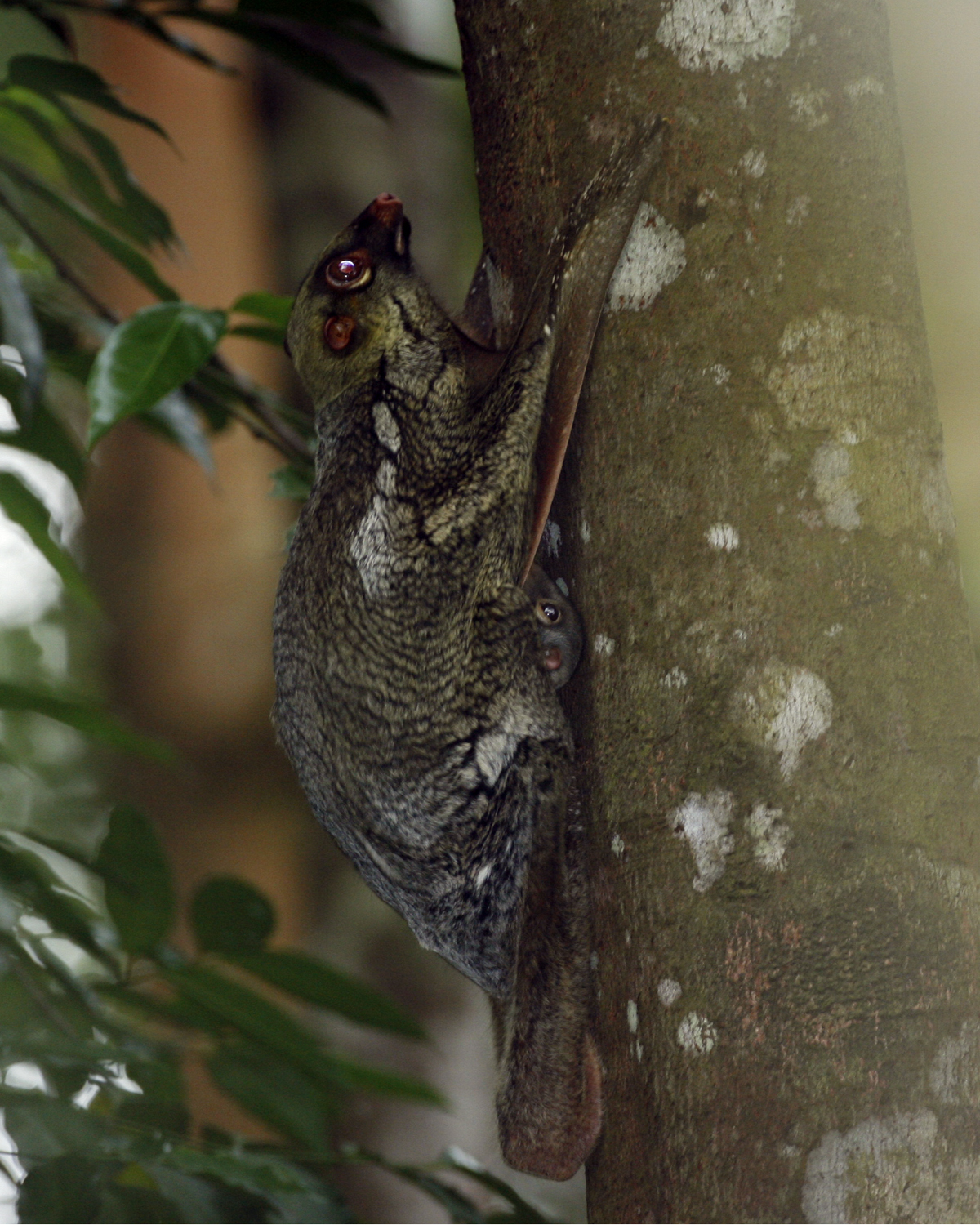
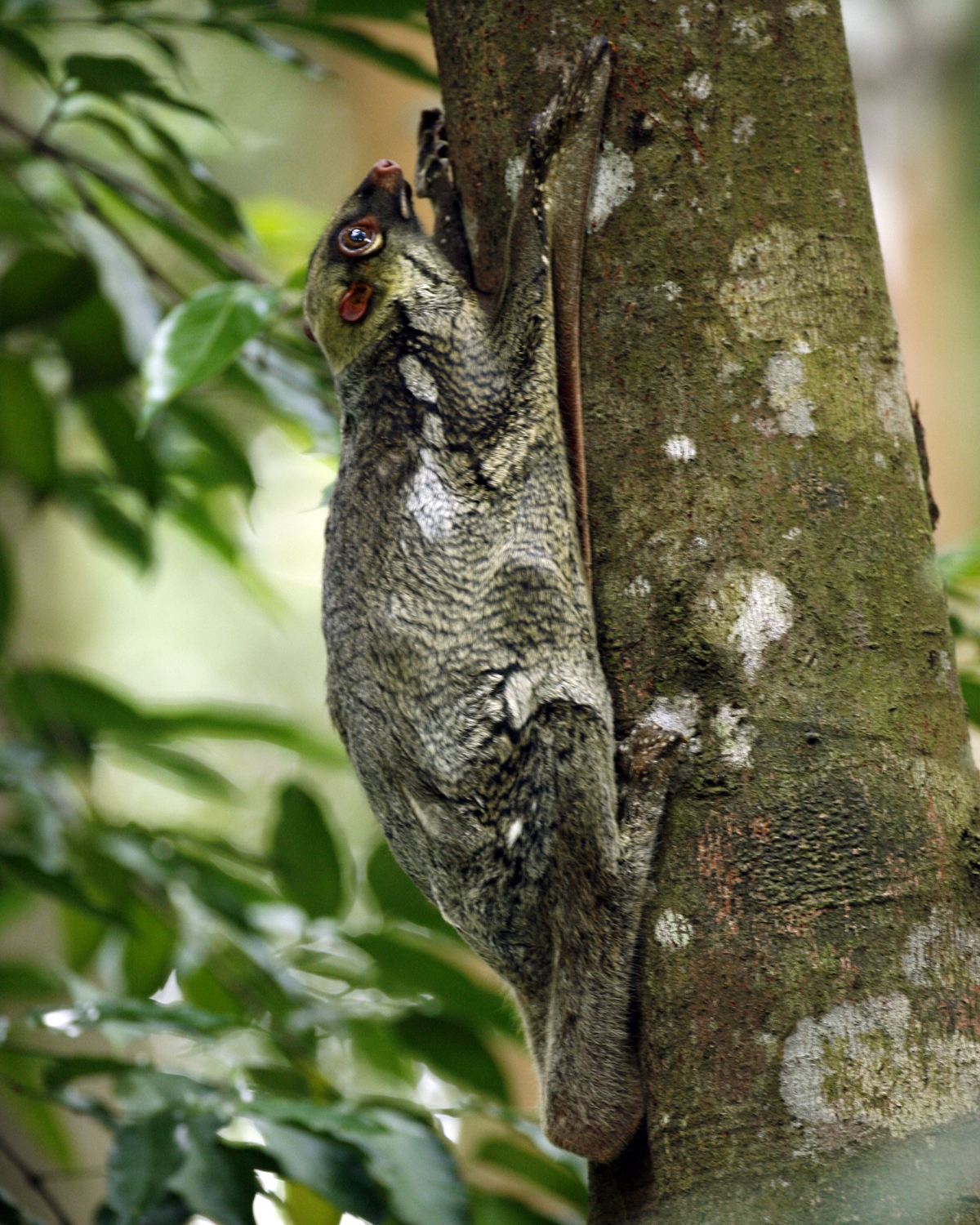
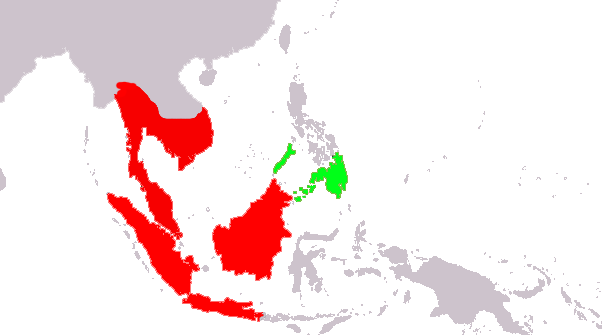
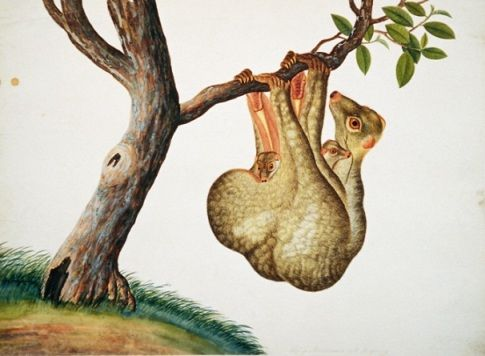